# Colruyt

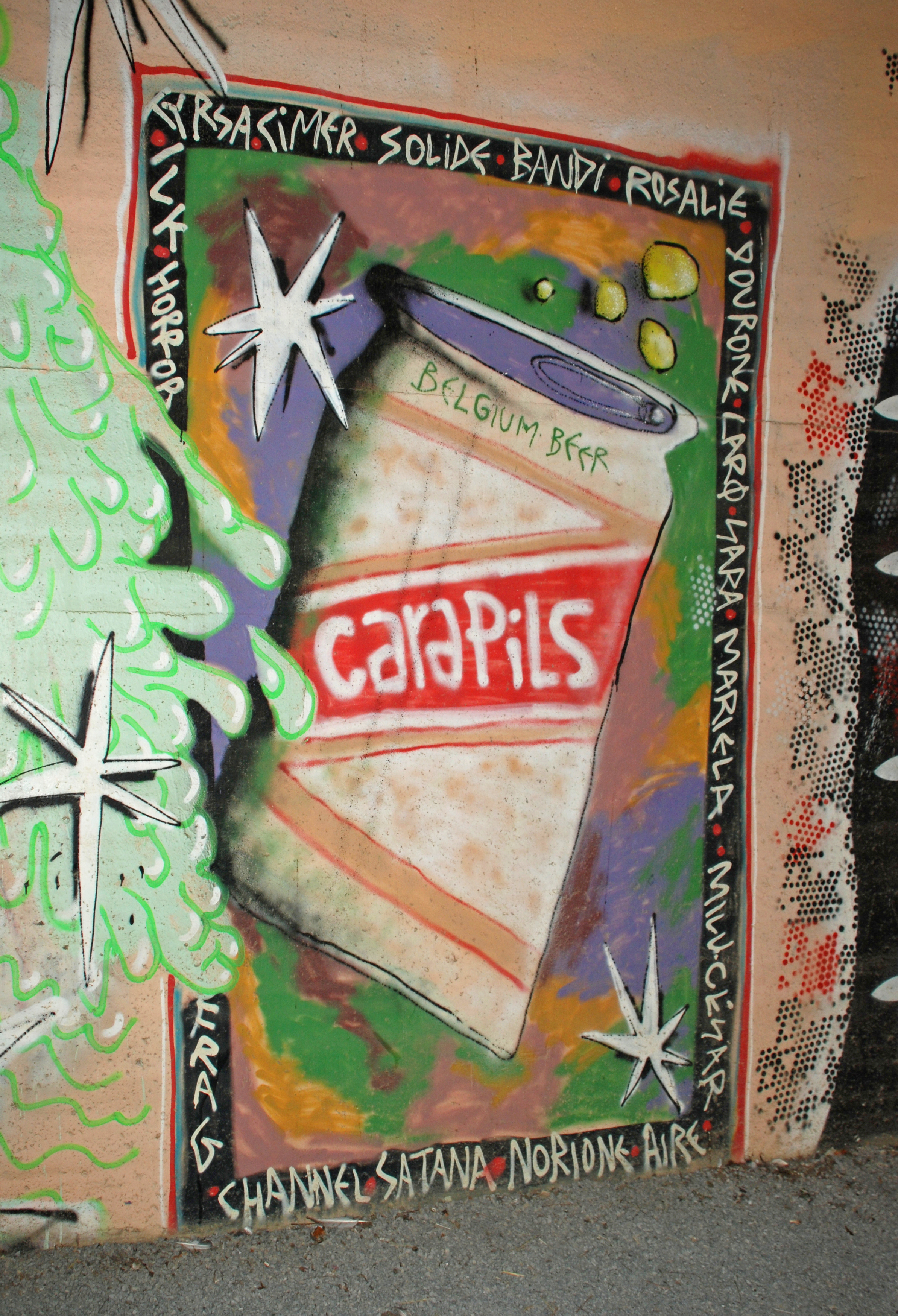
Cara, una marca de Colruyt, ilustrada aquí por una lata de pils en un mural de la estación de Lovaina-la-Nueva (Bélgica).

Colruyt es una cadena de supermercados que comenzó en Lembeek, cerca de Halle, Bélgica. Colruyt lleva el apellido del fundador de la empresa familiar, la familia Colruyt todavía es propietaria de la empresa.
Colruyt es parte de Colruyt Group, una empresa familiar multinacional belga de distribución mayorista que se desarrolló a partir de los supermercados Colruyt. Está compitiendo con tiendas de descuento como Aldi y Lidl en los países del Benelux donde es un líder de mercado bien establecido. El gerente actual es Jef Colruyt.
La división de comercio minorista de la compañía incluye el suministro directo de productos a clientes minoristas que operan a través de las marcas Colruyt, OKay, Bio-Planet, DreamLand y ColliShop, entre otros. La compañía suministra a mayoristas y comerciantes independientes afiliados en Bélgica, Francia y Luxemburgo. También suministra combustibles a través de las estaciones de servicio DATS 24 en Bélgica y Francia, proporciona soluciones de gestión de documentos e impresión (Druco/Mitto) y de ingeniería (Intrion) y produce energía renovable (WE Power).

## Historia
- 1925 - Franz Colruyt, panadero en Lembeek (cerca de Halle) crea su propio negocio en productos coloniales (café, especias, etc).[3]
- 1950 - Creación del "nv Ets Franz Colruyt", mayorista de alimentos, que con el tiempo se convertirá en Colruyt Group.[4]
- 1958 - Jo Colruyt y sus hermanos se hacen cargo de la gestión de la empresa GV
- 1994 - Muerte de Jo Colruyt. Su hijo Jef Colruyt lo sucede.[5]
- 2025 - El grupo contempla salir de Francia, país en el que está presente con 101 tiendas.[6][7]